# Wollerscheider Venn
Das Wollerscheider Venn ist ein Naturschutzgebiet in der Gemeinde Simmerath in Nordrhein-Westfalen und gehört geografisch zur Exklave Roetgen/Lammersdorf. Es liegt westlich von Lammersdorf nördlich der B399, die auch die Grenze zu Belgien bildet. Hier befindet sich eine typische, wenn auch degenerierte Vennlandschaft mit allen typischen Biotopen des Hohen Venn, mit großflächigen Hochmoorgesellschaften mir charakteristischen Pflanzenarten.

## Schutzzweck
Zweck der Unterschutzstellung ist die Erhaltung, Entwicklung und Wiederherstellung natürlicher Lebensräume gemäß Anhang I der FFH-Richtlinie. So kommen im Naturschutzgebiet folgende geschützte Biotoptypen vor: Moore, Sümpfe, Quellen, natürliche, stehende Gewässer, Nass- und Feuchtgrünland, Bruch- und Sumpfwälder, Zwergstrauch-, Ginster-, Wacholderheiden, Borstgrasrasen.
Das Naturschutzgebiet ist Lebensraum u. a. von Braunkehlchen, Hochmoor-Perlmuttfalter, Braunfleckiger Perlmuttfalter, Blauschillernder Feuerfalter, Kleiner Ampfer-Feuerfalter, Randring-Perlmuttfalter, Torf-Mosaikjungfer, Hochmoor-Mosaikjungfer, Arktische Smaragdlibelle und Kurzflügelige Beißschrecke. Im Gebiet siedeln z. B. Rosmarinheide, Rundblättriger Sonnentau, Gemeine Krähenbeere, Deutscher Ginster, Lungen-Enzian, Gemeiner Moorbärlapp, Kleiner Wasserschlauch und Torfmoose.

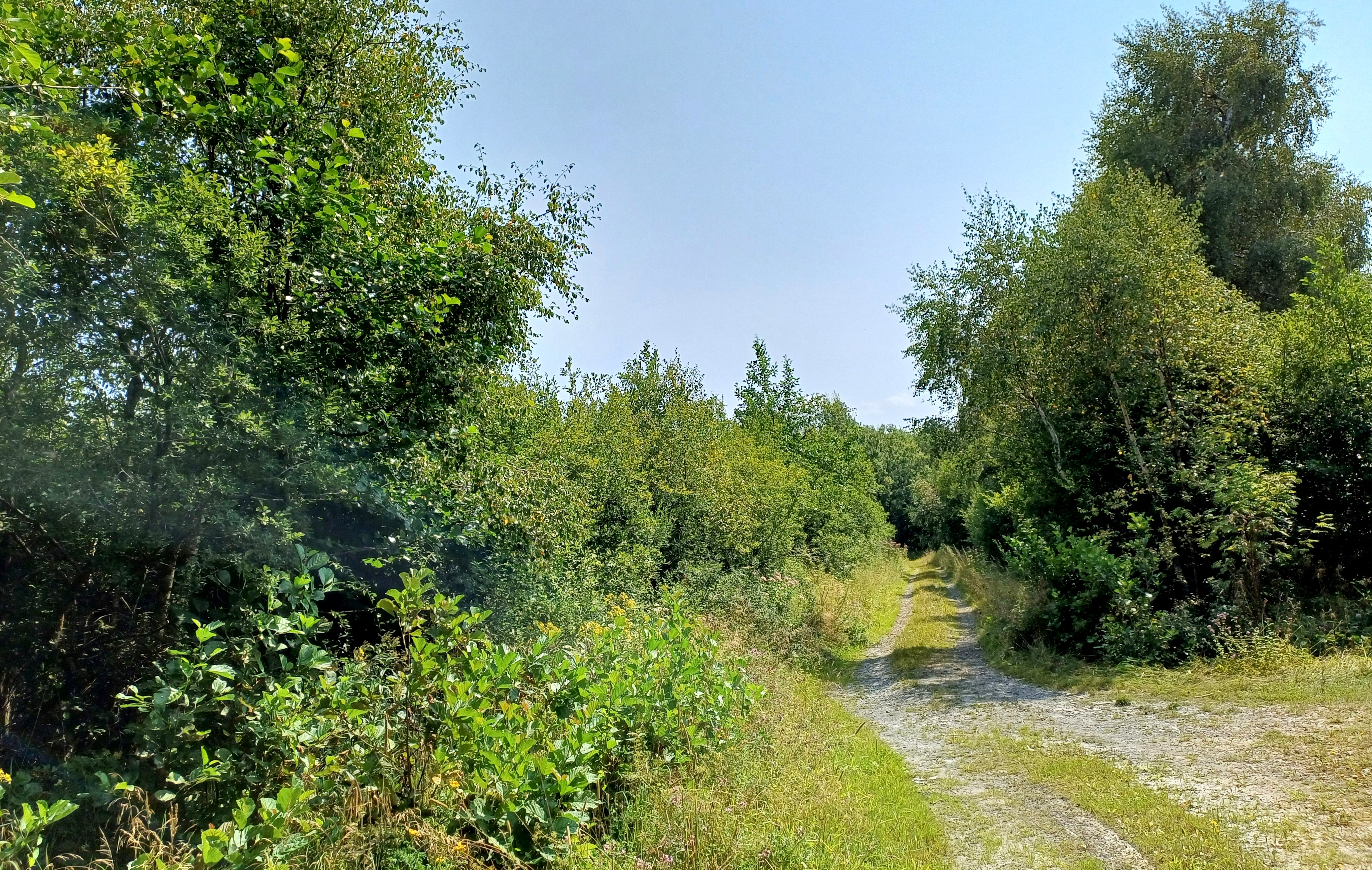
Waldweg im Venn
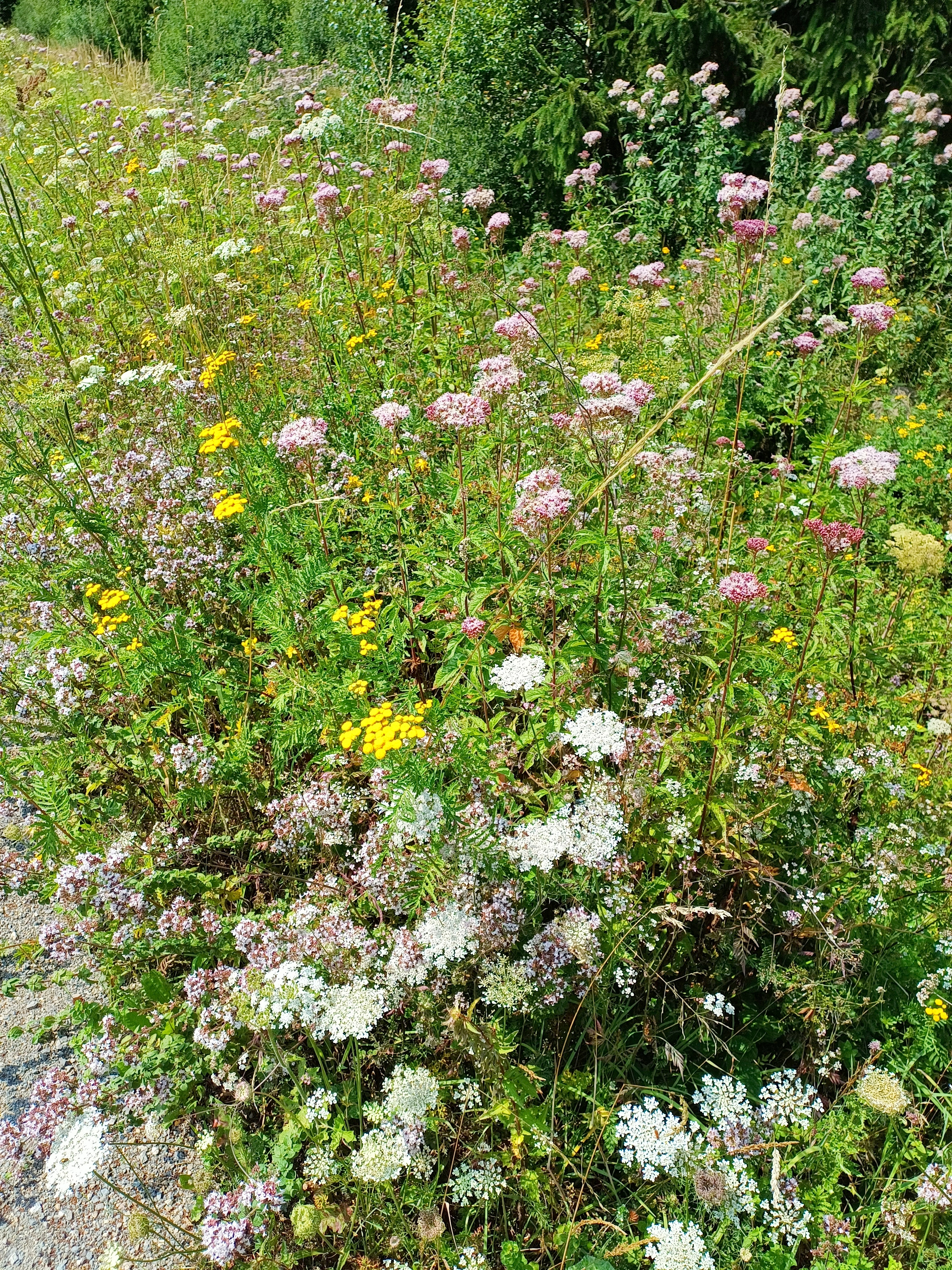
Pflanzen am Wegesrand